# Andreas Fecker
Andreas Fecker (* 1950 in Konstanz) ist ein deutscher ehemaliger Offizier (Hauptmann) und ausgebildeter Fluglotse sowie Schriftsteller.

## Leben und Wirken
Fecker wurde als Tower- und Radarcontroller ausgebildet und auf mehreren Militärbasen Europas eingesetzt. Im Rahmen seiner militärischen Verwendung setzte er in Europa die Anpassung militärischer Anflugkriterien an ICAO-Normen durch und initiierte deren Umstellung. Von 1996 bis 1998 leitete er in Bosnien-Herzegowina zunächst die NATO-TERPS-Zelle, die die Instrumentenanflugverfahren berechnet und veröffentlicht hat und war schließlich am Aufbau ziviler Strukturen der dortigen Luftfahrtbehörde maßgeblich beteiligt.
Anschließend wurde Fecker in das Amt für Flugsicherung der Bundeswehr versetzt, wo er neben seiner Tätigkeit im Vorschriften- und Lizenzierungswesen auch bei EUROCONTROL einen  Platz in mehreren Arbeitsgruppen belegte, in denen die Zukunft des europäischen Luftraumes geplant wird.
Andreas Fecker ist verheiratet und lebte bis 1972 in Konstanz und seit 2014 im Allgäu. Er veröffentlicht Romane und Sachbücher, vor allem zum Thema Luftfahrt. Für sein Buch „Fluglärm – Daten und Fakten“ erhielt er den Hugo-Junkers-Preis 2013.
Seit Juni 2013 hat Fecker eine eigene Luftfahrtkolumne im Flughafenmagazin airportzentrale.de. Einmal wöchentlich erzählt Andreas Fecker Geschichten aus der Luftfahrt und klärt zu Luftfahrtthemen auf.

## Publikationen
- Der Japaner. Roman, Maisch & Queck, Gerlingen 1980.
- Storie di Sangue. Roman (italienisch), Edizioni della Torre, Cagliari 1988.
- USA-West mit Rocky Mountains. Reiseführer, Bruckmann, München 1995, ISBN 3-7654-2785-3.
- Winword. Lehrbuch, ets, Halblech 1996.
- Excel. Lehrbuch, ets, Halblech 1996.
- Dos/Windows. Lehrbuch, ets, Halblech 1996.
- Fluglotsen – Hinter den Kulissen des Luftverkehrs. Sachbuch, Geramond, 2001, ISBN 3-7654-7230-1.
- Flughäfen – Hinter den Kulissen des Luftverkehrs. Sachbuch, Geramond, 2002, ISBN 3-7654-7237-9.
- Piloten – Hinter den Kulissen des Luftverkehrs. Sachbuch, Geramond, 2003, ISBN 3-7654-7222-0.
- Taschenbuch Airlines. Geramond 2004.
- USA-West mit Rocky Mountains. Taschenbuch, Bruckmann, München 2005, ISBN 3-7654-4029-9.
- Die Welt der Luftfahrt. Geramond, 2005, ISBN 3-7654-7221-2.
- Das große Archiv der Airlines, Band I. Sammelwerk, Geramond, 2005–2007.
- Das große Archiv der Airlines, Band II. Sammelwerk, Geramond, 2007–2009.
- Airlines – The Global Collection. Sammelwerk englisch, Key Publishing, 2007–2008.
- Taschenbuch Airlines. Aktualisierte Neuausgabe, Geramond, 2009, ISBN 978-3-7654-7214-5.
- Boarding Completed – Die Welt des Fliegens – Flugzeuge, Flughäfen, Fluggesellschaften, Technik u.v.m., Parragon, 2010, ISBN 978-1-4075-4712-1.
- The Complete Book of Flight. englisch, Parragon UK, 2010, ISBN 978-1-4454-0442-4.
- Beruf Fluglotse. Motorbuch Verlag, Stuttgart 2011, ISBN 978-3-613-03261-3.
- Stora Flygboken. schwedisch, Läsförlaget, 2011, ISBN 978-1-4454-2988-5.
- Flygboken. schwedisch, Parakit Förlag, 2013, ISBN 978-91-87161-59-9.
- Fluglärm. Motorbuch Verlag, Stuttgart 2012, ISBN 978-3-613-03400-6.
- Le grand livre de l'aviation commerciale. Elcy 2012, ISBN 978-2-7532-0611-3.
- Strahltriebwerke. Motorbuch Verlag, Stuttgart 2013, ISBN 978-3-613-03516-4.
- Sekai no minkan koku zukan. Harashobo, Tokyo 2013, ISBN 978-4-562-04966-0.
- Technik im Flugzeugbau: Von den fliegenden Kisten zur A350 XWB. Motorbuch Verlag, Stuttgart 2014, ISBN 978-3-613-03657-4.
- Luftpost. Könemann Verlag, Köln 2016, ISBN 978-3-7419-1969-5.
- 333 Superlative und Kuriositäten der Luftfahrt. Geramond, München, 2017, ISBN 978-3-95613-041-0.
- Die spektakulärsten Flugunfälle: Fakten-Hintergründe-Konsequenzen. Motorbuch Verlag, Stuttgart 2019, ISBN 978-3-613-04222-3.
- Flughäfen von oben, Bildband, Geramond München 2020, ISBN 978-3-96453-089-9.
- 101 Dinge, die man über Flughäfen wissen muss. Geramond, München, 2022, ISBN 978-3-96453-364-7.
- 101 Dinge, die man über Airlines wissen muss. Geramond, München, 2022, ISBN 978-3964535771.
- 101 Luftfahrtkuriositäten, die man kennen muss. Geramond, München, 2023, ISBN 978-3987020025.
- Flughäfen der Welt, Bildband, Geramond, München 2025, ISBN 978-3987021145